# Клуб дураков
«Клуб дураков», «Клуб глупцов» (англ. The Foolish Club) — прозвище владельцев восьми франшиз Американской футбольной лиги (AFL), которые называли себя так из-за казавшейся им самим безрассудной идеи бороться с влиятельной НФЛ.

## История
Когда командам нефтяных магнатов Техаса Ламару Ханту («Даллас Тексанс», ныне известные как «Канзас-Сити Чифс») и Баду Адамсу («Хьюстон Ойлерз») было отказано во вхождении в появившуюся в 1959 году НФЛ, они связались с другими бизнесменами для создания собственной профессиональную футбольную лиги из восьми команд, которую назвали Американской футбольной лигой. Оставшимися участниками «Клуба глупцов» были Гарри Висмер (Нью-Йорк Тайтенс, нынешние «Нью-Йорк Джетс»), Боб Хаусэм («Денвер Бронкос»), Бэррон Хилтон («Лос-Анджелес Чарджерс»), Ральф Уилсон («Баффало Биллс»), Билли Салливан («Бостон Пэтриотс», ныне «Нью-Ингленд Пэтриотс») и группа из восьми инвесторов во главе с Ф. Уэйном Вэлли и Четом Содой («Окленд Рэйдерс», нынешние «Лас-Вегас Рэйдерс»). Хотя Макс Винтер изначально намеревался выставить туда команду из Миннеаполиса, его смогла переманить НФЛ (где в 1961 году появились «Миннесота Вайкингс»).
АФЛ быстро стала жизнеспособным конкурентом имевшейся лиге, в первый год её существования подписав половину драфтов НФЛ в первом раунде, а также представив первые профессиональные футбольные ворота и планы распределения доходов от телевидения, что сделало её финансово стабильной. Началось развитие собственных звёзд, а после объединения с НФЛ в 1966 году все десять команд АФЛ с сезона 1970 года вошли в НФЛ (единственный пример объединения лиг без утраты франшиз).
Последний участник «Клуба дураков» Бэррон Хилтон умер в 2019 году, «Чарджерс» были проданы им ещё в 1966 году для умиротворения совета директоров Hilton Hotels. В то время как AFL боролась в первые годы своего существования, Howsam продал «Бронкос» после первого сезона, в то время как Уисмер продал нью-йоркский клуб в 1963 году. The Valley group в конечном итоге продала свои акции «Райдерс» в 1970-х, после того, как Эл Дэвис взял под контроль оперативную деятельность команды. После убыточного концертного тура The Jackson Five Victory 1984 года финансовые трудности вынудили Салливана продать в 1988 году свою долю в «Пэтриотс», в то время как стадион Foxboro стал банкротом, сам он оставался президентом команды до 1992 года. в дальнейшем предприниматель Роберт Крафт приобрел стадион, а в 1994 году и саму команду. Ральф Уилсон умер в 2014 году и его имущество было продано с аукциона (две его дочери не принимали участия в управлении командой), команда перешла к Pegula Sports and Entertainment.
Наследники двух членов «Клуба глупцов» продолжают владеть своими командами. Вдова Ламара Ханта Норма и их дети сохранили контроль над «Канзас-Сити Чифс». После смерти Бада Адамса в 2013 году его дочь Сьюзи Смит стала владелицей «Теннеси Тайтанс», вскоре передав команду своей сестре Эмми Штранк (контролирует клуб с 2016 года) и Сьюзен Льюис, вдова сына Кеннета Адамса III (умершего в 1987 году), акциями которой совместно владеют их дети Кеннет Адамс IV и Барклай Адамс.